# Етторе Майорана
Етторе Майорана (італійською: [ˈɛttore majoˈraːna]; 5 серпня 1906 — помер можливо після 1959) — італійський фізик який розробляв теорію маси нейтрино. 25 березня 1938 року він зник за загадкових обставин під час подорожі на кораблі від Палермо до Неаполя. На його честь були названі рівняння Майорани і ферміон Майорани (частинка і античастинка тотожні).
У 2006 році в честь Майорани було засновано Премію Майорани за видатні результати в галузі теоретичної і математичної фізики. В його честь названо експеримент MAJORANA з пошуку безнейтринного подвійного бета-розпаду ядра германію 76.